# Russische Sommer-Meisterschaften im Skispringen 2019
Die russischen Sommer-Meisterschaften im Skispringen 2019 wurden vom 18. bis zum 24. September in Krasnaja Poljana bei Sotschi auf der Schanzenanlage RusSki Gorki ausgetragen. Veranstalter war der russische Skiverband für Skispringen und die Nordische Kombination (FSJNCR). Als Wettkampfleiter fungierte Juri Kalinin, Technischer Delegierter war Ildar Garifullin und Pjotr Tschaadajew war als Assistent Garifullins im Einsatz. Das erfolgreichste Föderationssubjekt war die Oblast Moskau, die zwar kaum Schanzenanlagen beheimatete, aber durch die Attraktivität ihrer Skischulen und der stattlichen Finanzierung durch das regionale Sportsministerium profitierte. Von der Normalschanze gewannen Roman Trofimow und Irina Awwakumowa, ehe von der Großschanze Jewgeni Klimow den Meistertitel holte.

## Austragungsort
| \| Sotschi \| |
| Sotschi       |

| Sotschi |

## Programm und Zeitplan
Das Programm der Meisterschaften umfasste insgesamt vier Wettbewerbe. Bei den Frauen gab es lediglich ein Einzelspringen von der Normalschanze, wohingegen die Männer einen Meister von der Normalschanze und der Großschanze kürten und zudem ein Teamspringen von der Großschanze abhielten. Darüber hinaus fanden im Rahmen der Meisterschaften Trainerseminare und -beratungen sowie nahezu täglich Jurysitzungen statt.
| Datum              | Uhrzeit      | Ereignis                     | Geschlecht      |
| ------------------ | ------------ | ---------------------------- | --------------- |
| Mi., 18. September | 16:00        | Kommissionssitzung           |                 |
| Mi., 18. September | 17:00        | Mannschaftsführersitzung     |                 |
| Mi., 18. September | 19:00        | Erste Jury-Sitzung           |                 |
| Do., 19. September | 10:00        | Offizielles Training K95     | Frauen          |
| Do., 19. September | 11:30        | Offizielles Training K95     | Männer          |
| Do., 19. September | 20:00        | Sitzung des Föderationsrates |                 |
| Fr., 20. September | 09:45        | Eröffnungsparade             |                 |
| Fr., 20. September | 10:00        | Einzelspringen K95           | Frauen          |
| Fr., 20. September | 11:30        | Einzelspringen K95           | Männer          |
| Fr., 20. September | anschließend | Siegerehrung                 | Frauen & Männer |
| Sa., 21. September | 10:00        | Offizielles Training K125    | Männer          |
| So., 22. September | 10:00        | Einzelspringen K125          | Männer          |
| So., 22. September | anschließend | Siegerehrung                 | Männer          |
| Mo., 23. September | 10:00        | Teamspringen K125            | Männer          |
| Mo., 23. September | anschließend | Siegerehrung                 | Männer          |
| Di., 24. September |              | Abreisetag                   |                 |

## Ergebnisse

### Frauen
Der Einzelwettkampf der Frauen fand als erster Wettbewerb der Meisterschaften am 20. September von der Normalschanze statt. Es waren 25 Athletinnen gemeldet, jedoch ging eine nicht an den Start und eine weitere Springerin wurde disqualifiziert. In einem engen Kampf um den Titel setzte sich Irina Awwakumowa gegen Sofija Tichonowa durch. In einem nicht minder knappen Rennen um den dritten Rang konnte sich Lidija Jakowlewa gegen Alexandra Kustowa behaupten.
| Platz | Name                | Föderationssubjekt | Weite 1 | Weite 2 | Punkte |
| ----- | ------------------- | ------------------ | ------- | ------- | ------ |
| 01.   | Irina Awwakumowa    | Oblast Moskau      | 095,5   | 094,5   | 219,0  |
| 02.   | Sofija Tichonowa    | Sankt Petersburg   | 095,0   | 095,0   | 217,9  |
| 03.   | Lidija Jakowlewa    | Sankt Petersburg   | 090,5   | 090,0   | 196,3  |
| 04.   | Alexandra Kustowa   | Oblast Moskau      | 091,5   | 092,5   | 194,5  |
| 05.   | Anna Schpynjowa     | Sankt Petersburg   | 089,5   | 081,0   | 177,0  |
| 06.   | Xenija Kablukowa    | Oblast Moskau      | 084,0   | 081,5   | 165,6  |
| 07.   | Irma Machinja       | Region Krasnodar   | 084,5   | 082,0   | 155,7  |
| 08.   | Marija Jakowlewa    | Sankt Petersburg   | 075,0   | 074,5   | 123,6  |
| 09.   | Alina Borodina      | Oblast Swerdlowsk  | 079,0   | 072,5   | 118,2  |
| 10.   | Alexandra Baranzewa | Oblast Moskau      | 073,5   | 073,0   | 114,3  |

### Männer

#### Normalschanze
Das Einzelspringen von der Normalschanze fand am 20. September 2019 statt. Russischer Meister wurde Roman Trofimow. Den weitesten Sprung zeigte Jewgeni Klimow mit seinem Satz auf 105 Metern. Es nahmen 63 Athleten am Wettkampf teil. Das Starterfeld wurde nach dem ersten Durchgang auf 30 reduziert. Der Wettbewerb wurde in beiden Durchgängen aus der Startluke 28 durchgeführt.
| Platz | Name                  | Föderationssubjekt      | Weite 1 | Weite 2 | Punkte |
| ----- | --------------------- | ----------------------- | ------- | ------- | ------ |
| 01.   | Roman Trofimow        | Oblast Nischni Nowgorod | 099,5   | 100,5   | 246,2  |
| 02.   | Jewgeni Klimow        | Oblast Moskau           | 096,5   | 105,0   | 245,0  |
| 03.   | Michail Maximotschkin | Oblast Nischni Nowgorod | 098,5   | 101,0   | 238,8  |
| 04.   | Michail Nasarow       | Oblast Moskau           | 095,5   | 101,5   | 237,7  |
| 05.   | Ilmir Chasetdinow     | Oblast Moskau           | 099,0   | 097,0   | 231,0  |
| 06.   | Denis Kornilow        | Oblast Nischni Nowgorod | 095,0   | 094,5   | 219,4  |
| 07.   | Danil Sadrejew        | Republik Tatarstan      | 095,5   | 090,0   | 208,3  |
| 08.   | Maxim Kolobow         | Oblast Sachalin         | 093,5   | 090,5   | 202,7  |
| 09.   | Alexander Baschenow   | Oblast Sachalin         | 094,5   | 093,5   | 201,1  |
| 10.   | Alexander Loginow     | Republik Tatarstan      | 091,0   | 094,0   | 199,0  |

#### Großschanze
Beim Einzelspringen von der Großschanze am 22. September tauschten Roman Trofimow und Jewgeni Klimow die Plätze. Die Reihenfolge der Ränge 1 bis 5 nach dem ersten Durchgang blieb nach dem zweiten Sprung unverändert. Es waren insgesamt 62 Skispringer gemeldet, jedoch kamen nach einer Disqualifikation nur 61 Sportler in die Wertung. Trotz starken Windes wurden kaum Veränderungen des Anlaufs vorgenommen.
| Platz | Name                  | Föderationssubjekt      | Weite 1 | Weite 2 | Punkte |
| ----- | --------------------- | ----------------------- | ------- | ------- | ------ |
| 01.   | Jewgeni Klimow        | Oblast Moskau           | 133,0   | 129,5   | 251,9  |
| 02.   | Roman Trofimow        | Oblast Nischni Nowgorod | 126,5   | 130,5   | 243,4  |
| 03.   | Denis Kornilow        | Oblast Nischni Nowgorod | 124,0   | 129,0   | 224,7  |
| 04.   | Michail Maximotschkin | Oblast Nischni Nowgorod | 123,0   | 126,5   | 220,5  |
| 05.   | Michail Nasarow       | Oblast Moskau           | 127,0   | 125,5   | 216,7  |
| 06.   | Ilmir Chasetdinow     | Oblast Moskau           | 124,0   | 117,0   | 201,2  |
| 07.   | Danil Sadrejew        | Republik Tatarstan      | 123,0   | 117,0   | 192,3  |
| 08.   | Alexander Loginow     | Republik Tatarstan      | 119,5   | 116,5   | 182,3  |
| 09.   | Nikita Loboda         | Oblast Sachalin         | 120,5   | 110,0   | 179,8  |
| 10.   | Iwan Lanin            | Oblast Nischni Nowgorod | 121,5   | 106,5   | 172,9  |

#### Team
Das Teamspringen der Männer fand zum Abschluss der Meisterschaften am 23. September auf der Großschanze statt. Es nahmen 13 Teams aus neun Föderationssubjekten am Wettkampf teil, wobei zwei Mannschaften außer Konkurrenz starteten, da sie eine Mischung verschiedener regionaler Zugehörigkeiten darstellten. In einem engen Wettkampf setzten sich die Titelverteidiger aus der Oblast Moskau gegen die Athleten aus der Oblast Nischni Nowgorod durch. Kurioserweise setzte sich das Team aus der Oblast Moskau nur aus Athleten zusammen, die ursprünglich aus anderen Föderationssubjekten Russlands stammen. Dritter wurden die Vertreter Sachalins, die die Vorjahresdritten aus der Republik Tatarstan auf den vierten Platz verdrängen konnten. Es war die historisch erste Medaille im Team für die Oblast Sachalin. Im ersten Durchgang sprang die erste Startgruppe aus der Luke 33, ehe der restliche Wettbewerbe von der 31. Startluke abgehalten wurde.
| Platz | Team                      | Namen                                                               | Weite 1                 | Weite 2                 | Punkte |
| ----- | ------------------------- | ------------------------------------------------------------------- | ----------------------- | ----------------------- | ------ |
| 01.   | Oblast Moskau             | Nikolai Matawin Ilmir Chasetdinow Michail Nasarow Jewgeni Klimow    | 127,0 133,5 122,5 130,5 | 108,5 127,5 130,0 127,5 | 861,1  |
| 02.   | Oblast Nischni Nowgorod I | Iwan Lanin Michail Maximotschkin Denis Kornilow Roman Trofimow      | 120,5 134,0 124,0 125,5 | 113,5 132,0 131,0 127,0 | 857,3  |
| 03.   | Oblast Sachalin           | Artjom Mjasnikow Maxim Kolobow Nikita Loboda Alexander Baschenow    | 099,5 123,5 123,0 108,0 | 090,5 113,0 114,5 118,0 | 620,0  |
| 04.   | Republik Tatarstan        | Ruslan Achmjetschin Maxim Sergejew Alexander Loginow Danil Sadrejew | 096,0 121,5 105,0 124,5 | 098,0 119,5 106,5 126,5 | 607,5  |
| 05.   | Oblast Swerdlowsk         | Bogdan Michailez Wadim Schischkin Ilja Mankow Michail Purtow        | 099,5 111,0 114,0       | 098,0 112,5 110,0 115,5 | 605,3  |

## Medaillenspiegel
| Platz | Föderationssubjekt      |   |   |   |    |
| ----- | ----------------------- | - | - | - | -- |
| 1     | Oblast Moskau           | 3 | 1 | 0 | 4  |
| 2     | Oblast Nischni Nowgorod | 1 | 2 | 2 | 5  |
| 3     | Sankt Petersburg        | 0 | 1 | 1 | 2  |
| 4     | Oblast Sachalin         | 0 | 0 | 1 | 1  |
| Total | Total                   | 4 | 4 | 4 | 12 |